# سیاه‌دره علیا
سیاه دره علیا، روستایی از توابع بخش خزل شهرستان نهاوند در استان همدان ایران است.

## جمعیت
این روستا در دهستان خزل قرار دارد و براساس سرشماری مرکز آمار ایران در سال ۱۳۹۵، جمعیت آن ۸۰ نفر (۲۲خانوار) بوده‌است.